# Beutellehen
Ein Beutellehen war im Mittelalter eine Form des Lehnswesens.
Beutellehen waren im Mittelalter Güter, welche früher echte Ritterlehen gewesen waren und erst später an Bauern verliehen wurden. Da sie erblich waren und damit eine Art Baurecht enthielten, kamen sie den Lehensnehmern günstiger als das sogenannte Freistift.
Nach Johann Christoph Adelung war es ein Lehen, welches vom Lehnsmann gegenüber dem Lehnsherrn nicht mit Ritterdiensten (Kriegsdiensten), sondern mit dem Beutel, das heißt mit Geld verdient wurde, im Gegensatz zu den adeligen oder Ritterlehen. Weil solche Lehen auch von Bürgern bzw. von Bauern besessen werden konnten, so wurden sie auch Bauerlehen genannt. Der Name Beutellehen ist im Österreichischen am üblichsten. In andern Gegenden war der Begriff eher Säckellehen, Zinslehen, Zinsgut oder Erbzinsgut.